# Parque natural de Tarjankut
El Parque nacional natural de Tarjankut (en ruso: Природный парк "Тарханкутский") o Parque natural nacional del Puerto del Encanto, (en ucraniano: Національний природний парк "Чарівна гавань"),  cubre un sector costero de la Península de Tarjankut (a su vez parte de la península de Crimea) en el Mar Negro. El parque protege y exhibe un paisaje estepario que desciende hasta la costa marítima en un entorno semiárido y con dramáticos acantilados y formaciones rocosas. El parque se encuentra en el distrito administrativo del Raión de Chernomorskiy.

## Topografía
El parque cubre tres secciones separadas de la península occidental de Crimea, donde la estepa montañosa seca se encuentra con el Mar Negro en una costa escarpada y rocosa. Las tres áreas son:
- Bolshoy Castel, que presenta un desfiladero que desciende hasta una playa, y ruinas de antiguos asentamientos.[4]
- Atlesh, un sector de importantes formaciones rocosas costeras en la sección sur del parque.[4]
- Dzhangul, son zonas de "vigas" o barrancos secos con fondos planos que sólo se inundan periódicamente. Estas formaciones, también denominadas ''ramblas'' en español, suelen tener entre 5 y 50 metros de profundidad, y se ensanchan en cañones rocosos al llegar a la costa.[6]

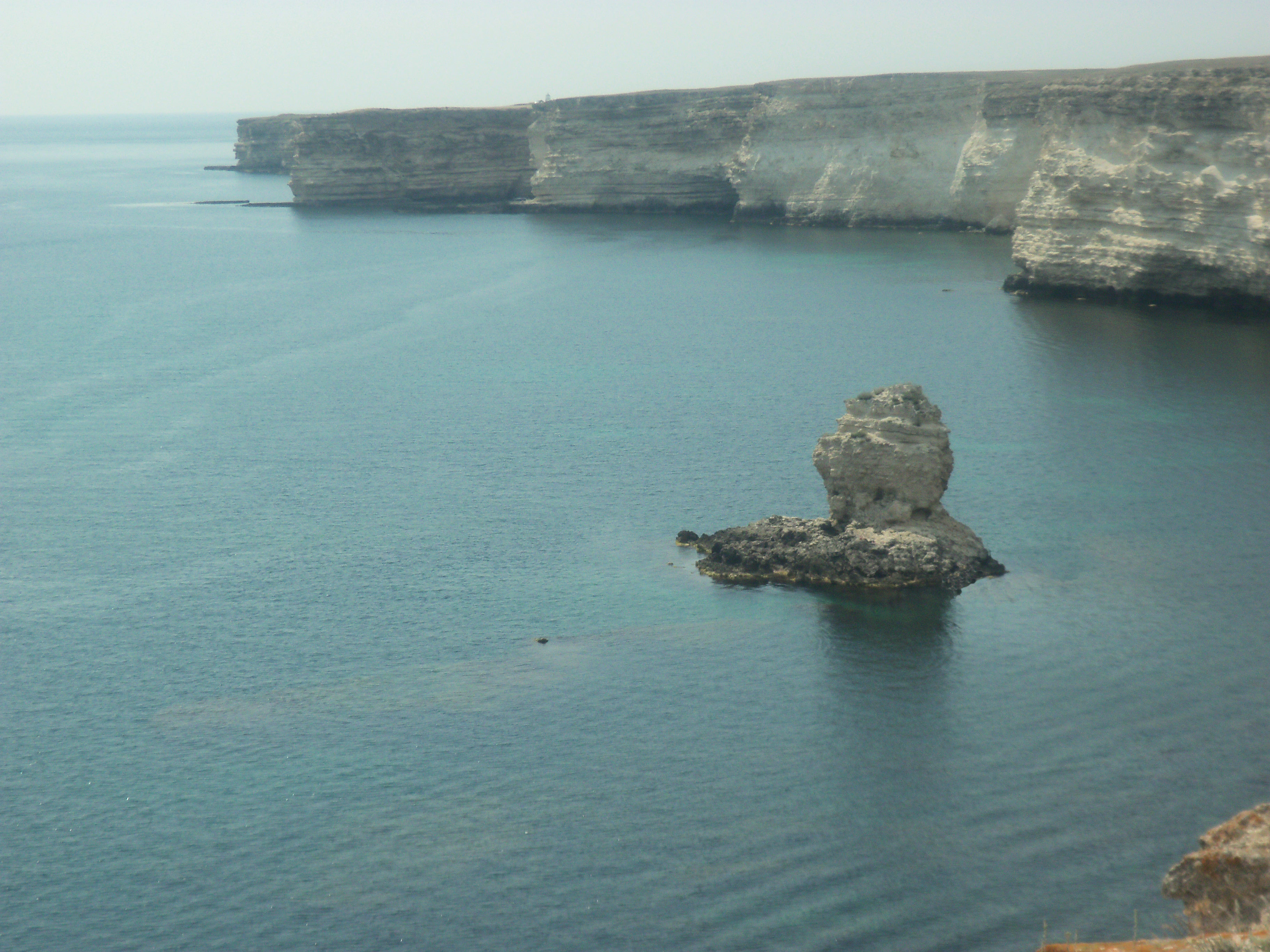
Costa de Atlesh

## Ecorregión y clima
El parque se encuentra en la ecorregión esteparia del Póntico-Caspio.  La designación climática oficial para el área de Tarkhanhut es Clima continental húmedo: subtipo de verano caluroso ( clasificación climática de Köppen Dfa), con grandes diferencias de temperatura estacionales y un verano caluroso (al menos cuatro meses con un promedio de más de 10 grados Celsius (50,0 °F), al menos uno de los cuales supera los 22 grados Celsius (71,6 °F) . La dirección del parque afirma que hay 2350 horas de sol al año. El verano se extiende desde finales de mayo hasta mediados de septiembre, con 316 mm de precipitación media anual

## Flora y fauna
La zona se destaca por conservar algunas de las últimas estepas costeras primigenias, particularmente en los barrancos de los sectores de Castel, donde se encuentran 50 especies de plantas que generalmente no se encuentran en las grandes estepas costeras, y se han registrado más de 400 especies de plantas vasculares. en el sitio. En general, el parque incluye hábitats de estepas costeras y estepas arbustivas.

## Uso público
Como parque nacional, el parque natural de Tarjankut está dividido en cuatro zonas, que prevén un área protegida, una zona de recreo regulada, una zona de recreo local y una "zona económica". Hay instalaciones recreativas en cada una de las secciones principales, con cabañas con calefacción disponibles para alquilar, barcos, pesca y campamentos. La administración del parque pide que se acuda al centro de visitantes para registrarse y revisar las normas del parque. El senderismo por los senderos ecológicos de las zonas protegidas requiere la escolta del personal del parque